# براكسديس خلبيرتو جيريرا
براكسديس خلبيرتو جيريرا (بالإنجليزية: Práxedis Guerrero)‏‏ (28 أغسطس 1882 في ليون - 30 ديسمبر 1910) صحافي، وعسكري، وفيلسوف من المكسيك.